# Чирвинский, Пётр Николаевич
Пётр Никола́евич Чирви́нский (26 января [7 февраля] 1880, Петровско-Разумовское, Московская губерния — 21 июня 1955, Молотов) — российский и советский учёный-геолог, минералог и петрограф, доктор геолого-минералогических наук (1919), профессор (с 1909), декан горного факультета (1921—1929) Донского политехнического института, заведующий кафедрой петрографии Молотовского государственного университета имени А. М. Горького (1943−1953). «Отец космической геологии».

## Биография
Родился 26 января (7 февраля) 1880 года в селе Петровско-Разумовское (Москва), в семье основоположника экспериментальной зоотехники Н. П. Чирвинского, младший брат — геолог В. Н. Чирвинский (1883—1942).

### Образование
В 1898 году окончил классическую Ларинскую гимназию с золотой медалью, на которой было написано «Преуспевающему».
В 1902 году окончил Киевский университет св. Владимира. Его научная деятельность началась ещё в стенах университета, когда он, студент 4 курса, представил дипломную работу «Искусственное получение минералов в XIX столетии», за которую был удостоен золотой медали с надписью «Преуспевшему», в 1906 году её напечатали отдельной книгой.
В 1907—1908 годах был командирован, от Министерства народного просвещения по представлению Киевского университета, на два года в Гёттинген и Гейдельберг для усовершенствования в минералогии.

### Научная и преподавательская работа
С 1909 года — профессор Донского политехнического института. В 1912 году был отмечен Ломоносовской премией за сочинение о минералогическом и химическом составе гранитов и грейзенов (Чирвинский П. Н. Количественный минералогический и химический состав гранитов и грейзенов. М., 1911. VIII, 3-677.):53-108.
В 1910 году посетил Международный геологический конгресс в Стокгольме.
В 1913 году выезжал для работы с метеоритами в музеях Австрии.
В 1914 году был в Италии, посетил Везувий и остров Эльба. После «Октябрьской революции» его за границу не отпускали.
В 1918 году защитил докторскую диссертацию, в Ростове-на Дону, по теме «Палласиты, их количественный химико-минералогический состав и положение в ряду других метеоритов».
В 1921—1929 годах был деканом горного факультета Донского политехнического института.
В 1926—1930 годах, одновременно, заведующий Отделом минеральных ресурсов Северо-Кавказского отделения Геологического комитета.
В ссылке в 1931—1943 годах.
В 1943 году переехал в город Молотов (современный Пермь), где до 1953 года был профессором, заведующим кафедрой петрографии Молотовского государственного университета имени А. М. Горького. Читал курс «Петрография СССР».

#### Репрессии
«С января 1931 был в безвестной отлучке»
В ночь на 6 сентября 1931 года был арестован ГПУ «за сокрытие недр» и осуждён 8 сентября 1931 года Коллегией ОГПУ по 58 статья, пункт 7 к 10 годам исправительных лагерей.
- 1931 — Ухтпечлаг, геологоразведка
- 1932 — Белбалтлаг, на строительстве Беломоро-Балтийского канала
- 1933 — Особое геологическое бюро Мурманского окружного отдела ОГПУ (Хибиногорск/Кировск), создал петрографический кабинет и шлифовальную мастерскую в Тресте «Апатит» и заниматься геологией на Кольской базе АН СССР.

11 декабря 1937 года был снова арестован, без предъявления обвинений, и отправлен в тюрьму в Ленинград. 3 января 1939 года вернулся в Кировск (Мурманская область).
В августе 1941 года (после начала бомбардировок Кировска) был эвакуирован в город Соликамск, на первый калийный рудник. За неполные три года им был собран материал, опубликованный в одиннадцати работах, посвящённых минералогии карналлита, синей соли и пирита, петрохимическим и физико-химическим свойствам калийных руд, ритмичности соленакопления.
- Судимость была снята 24 сентября 1945 года[7].
- В 1989 году П. Н. Чирвинский был полностью реабилитирован «за отсутствием состава преступления»[8].

#### Последние годы жизни
В 1945 году А. Е. Ферсман, представил П. Н. Чирвинского к избранию действительным членом АН СССР. Это стало выражением признания заслуг учёного, но в Академию наук его не выбрали.
В 1948 году выступил на съезде Географического общества СССР об определении границ лавиноопасных зон.
В 1953 году вышел на пенсию.
Скончался 21 июня 1955 года в городе Молотов. Похоронен на Егошихинском кладбище.

## Семья
Отец — Чирвинский, Николай Петрович (1848—1920) — химик, зоотехник, профессор. Мать — Александра Гавриловна Иванова (1853—1929)
- Брат — Чирвинский, Владимир Николаевич (1883—1942) — Киевский минералог. Племянница — Чирвинская, Марина Владимировна (1912—1994) — Киевский геолог.

Жена — Мария Владимировна (в дев. Кутьина; 1883—1961) — женат с 1906 года, дети:
- Ольга (1907 — 14 июня 1987) — геолог, исследователь творчества отца[9], передала документы в Архив АН СССР[10].
- Леонид (1912—1918)
- Николай (1922—2002) — геолог, воевал (1941—1945), доцент на кафедрах динамической геологии и минералогии и петрографии Пермского государственного университета, затем на кафедре геологии нефти и газа Пермского политехнического института.

## Вклад в науку
Основные работы в области минералогии, петрографии, геохимии, анализа метеоритов, гидрогеологии, учения о полезных ископаемых и другие.
Впервые произвёл подсчёты химического, минерального и атомного составов гранитов и других магматических горных пород (1911), земного шара в целом (1919) и метеоритов, установил законы их кристаллизации.
Выяснил происхождение ряда месторождений железных руд, фосфоритов, туфов и калийных солей.
В метеоритике он обнаружил важные закономерности минералогического состава, открыв два закона:
- Первый закон П. Н. Чирвинского — к космической и земной материи применим закон Авогадро (для газов).
- Второй закон П. Н. Чирвинского — земные горные породы и метеориты — следствие закономерной дифференциации остывающей магмы.

Открытое им соединение Fe2Ni в железных метеоритах он считал возможным выделить в особый минеральный вид.

## Награды и премии
- 1918 — Ломоносовская премия Российской Академии наук[12] за книгу о гранитах[13].
- 1946 — Медаль «За доблестный труд в Великой Отечественной войне 1941—1945 гг.»

## Членство в организациях
Во время работы в Молотовском государственном университете (МГУ), был:
- Заместитель председателя Общества естествоиспытателей при МГУ
- Председатель геологическою кружка Географо-геологического факультета МГУ
- Председатель Государственной квалификационной комиссии Географо-геологического факультета МГУ
- Почетный член Омского отделения Всесоюзного астрономического и геодезического общества[15]
- Действительный член Комитета по метеоритам АН СССР
- Член Всесоюзного общества по распространению политических и научных знаний.

## Память
Именем П. Н. Чирвинского названы:

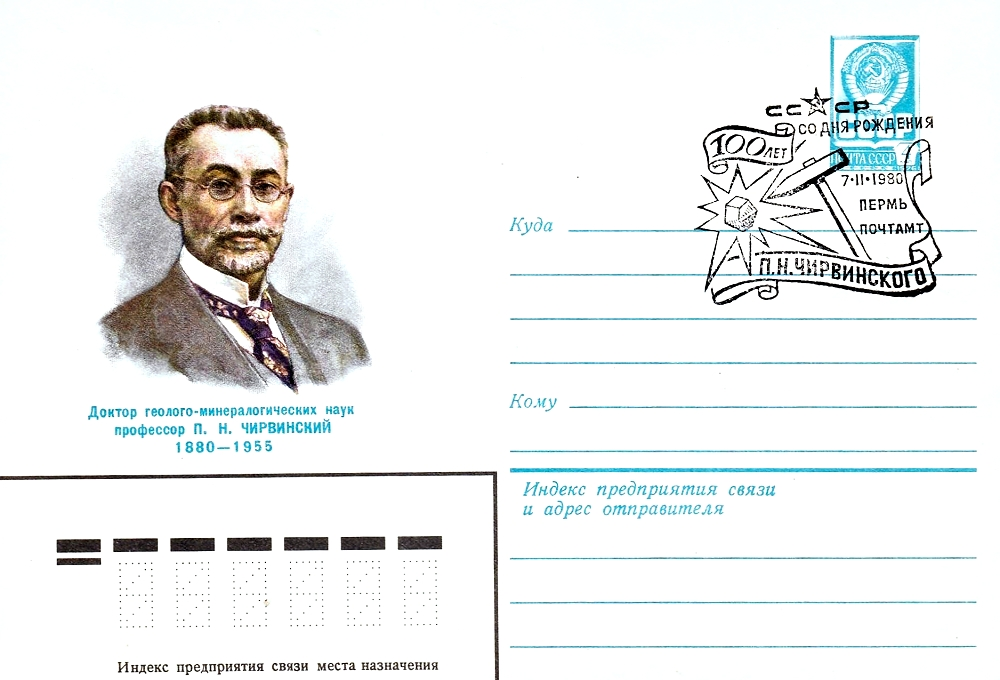
Юбилейный конверт, Почта СССР, 1980

- Гора Чирвинского — гора в районе падения тунгусского метеорита, Красноярский край, Эвенкийский район.
- чирвинскит — минерал открытый Н. X. Платоновым.

Памятные события и мероприятия:
- 1979 — к 100-летию Чирвинского Министерство связи СССР выпустило юбилейный конверт с его портретом[16].
- 1980 — к 100-летию со дня рождения П. Н. Чирвинского на корпусе горно-геологического факультета ЮРГТУ (НПИ) (г. Новочеркасск) установлена мемориальная доска: «Здесь на горно-геологическом факультете с 1909 по 1931 г. работал выдающийся советский ученый-геолог Петр Николаевич Чирвинский. 1880-1955»[17].
- С 1994 года в Пермском университете на геологическом факультете установлена студенческая стипендия имени профессора П. Н. Чирвинского[18].
- С 1999 года кафедра минералогии и петрографии Пермского университета начала проводить ежегодные научные чтения памяти П. Н. Чирвинского. В них также участвуют геологи Сыктывкара, Миасса, Уфы, Екатеринбурга и других городов[19]
- С 2002 года в Пермском университете, на геологическом факультете, проводятся научные конференции «Проблемы минералогии, петрографии и металлогении. Научные чтения памяти П. Н. Чирвинского»[20].